# Francis An Shuxin
Francis An Shuxin (chiń. 安树新; ur. 16 lipca 1946) – chiński duchowny rzymskokatolicki, od 2010 biskup Baoding.

## Życiorys
Święcenia kapłańskie przyjął 7 stycznia 1981. Sakrę otrzymał 2 maja 1993 jako biskup pomocniczy Baoding. W grudniu 2006 został mianowany administratorem apostolskim, a rok później koadiutorem tejże diecezji. 7 sierpnia 2010 objął urząd ordynariusza. Jest uznawany przez Stolicę Apostolską.